# スカム (2019年のテレビドラマ)
『スカム』は、2019年7月1日から8月26日までMBSの「ドラマイズム」枠で放送された日本のテレビドラマ。
近年、急速な進化を遂げている老人を狙う詐欺の手口や実態、また、そんな犯罪に手を染めていく若者たちを取り巻く環境や心理を描いた、ルポライター鈴木大介のノンフィクション、『老人喰い』が原案。
主演の杉野遥亮は本作が連続ドラマ初主演となる。
日本国外ではNetflixオリジナルとして配信される。

## あらすじ
大手不動産会社を入社後半年たらずで退職した草野誠実は、高校時代の友人である田中祥太郎に誘われ詐欺の出し子の仕事を始める。だが、警察に追われた祥太郎が金を持ったまま逃亡し行方不明になったことから、出し子役のリーダー山田から責任を取れと脅され、実際に詐欺の電話をかける"プレイヤー"として働くことになる。
最初のうちは罪悪感を感じていたものの、番頭の神部に「老人が貯めこんだ金を奪いその金で経済を回すことはそれほどの悪ではない」と説かれ、優雅に遊び暮らす老人の姿を見るうちに仕事として割り切るようになる。詐欺の電話は、回数を重ねるうちに成功するようになり、やがて面白いほどに金が集まり始める。誠実は毒川に代わって店舗を任されことで、さらにやる気を出して成果を上げていく。
そんな折、詐欺の仕事をしていることを母親である幸子に知られるが、誠実は幸子を説得し、ついには幸子の勤め先である介護施設の老人たちの名簿の提供を受ける。その名簿をM情報と名づけ毒川たちには秘密にして詐欺に使い始めたことで、さらに詐欺の成功率はあがる。だが同時に、集金屋が「タタキ」と呼ばれる襲撃を受け金を奪われたり、ターゲットの老人宅に強盗が押し入るなどの事件が頻発するようになる。幸子も介護のため訪れた老人宅で偶然この強盗たちと鉢合わせになり、怪我を負い入院してしまう。「バチが当たったのだ」という幸子に、誠実はM情報の使用を控え、詐欺からも手を引こうと考えるようになる。一方で、神部は金主である東条から損失分の穴埋めを迫られ、毒川と共に「タタキ」の犯人探しに乗り出していた。ついに、情報を流していたのは共に詐欺の仕事を行っていた来栖と清宮である事をつきとめ、同時にM情報の存在も知る。
毒川からM情報の入ったパソコンを誠実の家から奪ってくるよう命じられた剛力と杜は、帰宅した幸子と美咲と鉢合わせしてしまい警察に逮捕されてしまう。警察は、詐欺に狙われるのが介護施設の老人であることから幸子に目をつけ誠実にも疑いの目を向け始める。警察が逮捕状を持って家を訪ねてきた時、誠実は幸子に「病気の父のために金が必要だったし、他にどうしようもなくなっていた。悪いことがしたかった訳ではない」と謝罪する。警察に連行される際も、誠実は「誰も助けてくれないから、しかたなくやったのだ」と声を荒げ暴れ回るが、警察官から「お前は老人から金だけではなく、尊厳も奪ったのだ」と諭される。

## 登場人物およびキャスト
草野誠実（くさの まこと）
演 - 杉野遥亮
本作の主人公。一流企業に就職するも、不況の波が押し寄せ希望退職の募集がかかったため、入社後半年たらずで退職。その後就職活動がうまくいかず、折悪しく父親が目の癌を患い高額な治療費がかかることもわかり、祥太郎の怪しげな誘いに乗り詐欺の世界に足を踏み入れることになった。
清宮壮一（せいみや そういち）
演 - 前野朋哉
誠実の詐欺の相棒。最初は詐欺グループと知らず、営業職の募集広告に応募してきた。4歳の娘がいる。
吾妻美咲（あずま みさき）
演 - 山本舞香
本作のヒロイン。誠実の幼馴染。誠実の母親とも仲がよく、たまに料理を持って訪ねてくる。
田中祥太郎（たなか しょうたろう）
演 - 戸塚純貴
誠実の友人。金に困っている誠実を言葉巧みに誘い、振り込め詐欺グループに出し子役として引き入れた。出し子の仕事中に警察に追われ、金を持って逃走。
来栖達也（くるす たつや）
演 - 福山翔大
誠実や清宮と同じ研修に参加し、最後まで脱落せずに残った。父親は造園業を営んでいる。
杜洋平（もり ようへい）
演 - 水間ロン
誠実や清宮と同じ研修に参加し、最後まで脱落せずに残った。
剛力卓（ごうりき たく）
演 - 若林拓也
誠実や清宮と同じ研修に参加し、最後まで脱落せずに残った。
辻姫花（つじ ひめか）
演 - 華村あすか
祥太郎の恋人。誠実や美咲とも友人。
小沼（おぬま）
演 - 栁俊太郎
裏稼業のなんでも屋。
山田良（やまだ りょう）
演 - 山中崇
振り込め詐欺グループの出し子役のリーダー。
毒川馨（どくかわ かおる）
演 - 和田正人
振り込め詐欺グループの店長。非常に高圧的な態度で部下たちをしごく。
草野幸子（くさの さちこ）
演 - 西田尚美
誠実の母親。
東条（とうじょう）
演 - 杉本哲太
詐欺グループの金主のヤクザ。
神部逸（かんべ つとむ）
演 - 大谷亮平
振り込め詐欺グループの番頭。誠実の機転を利かした大胆な行動力に興味を持つ。

## スタッフ
- 原案 - 鈴木大介『老人喰い』（筑摩書房刊）
- 企画プロデュース・脚本原案 - 原祐樹
- 脚本 - 継田淳
- 監督 - 小林勇貴、原祐樹
- 音楽 - 中川孝
- 編集 - 目見田健
- チーフ・プロデューサー - 西山剛史、丸山博雄
- プロデューサー - 村島亘、梶原富治、瀬崎秀人
- ラインプロデューサー - 八木佑介
- OPテーマ - まふまふ「ジグソーパズル」（A-Sketch）[4]
- EDテーマ - BiSH「DiSTANCE」（avex trax）[5]
- 制作プロダクション - ROBOT
- 制作・著作 - 「スカム」製作委員会、avex pictures、MBS

## 放送日程
| 各話  | 放送日   | 放送日  | 監督     |
| 各話  | 毎日放送 | TBS     | 監督     |
| ----- | -------- | ------- | -------- |
| 第1話 | 7月01日  | 7月03日 | 小林勇貴 |
| 第2話 | 7月08日  | 7月10日 | 小林勇貴 |
| 第3話 | 7月15日  | 7月17日 | 小林勇貴 |
| 第4話 | 7月22日  | 7月24日 | 原祐樹   |
| 第5話 | 7月29日  | 7月31日 | 原祐樹   |
| 第6話 | 8月05日  | 8月07日 | 小林勇貴 |
| 第7話 | 8月12日  | 8月14日 | 小林勇貴 |
| 第8話 | 8月19日  | 8月21日 | 小林勇貴 |
| 第9話 | 8月26日  | 8月28日 | 小林勇貴 |

## 放送局
| 放送期間                  | 放送時間                     | 放送局             | 対象地域       | 備考   |
| ------------------------- | ---------------------------- | ------------------ | -------------- | ------ |
| 2019年07月01日 - 08月26日 | 月曜 0:50 - 1:20（日曜深夜） | 毎日放送           | 近畿広域圏     | 製作局 |
| 2019年07月03日 - 08月28日 | 水曜 1:28 - 1:58（火曜深夜） | TBSテレビ          | 関東広域圏     |        |
| 2019年07月17日 - 09月11日 |                              | IBC岩手放送        | 岩手県         |        |
| 2019年07月19日 - 09月13日 | 金曜 0:56 - 1:31（木曜深夜） | あいテレビ         | 愛媛県         |        |
| 2019年07月26日 - 09月20日 | 金曜 0:56 - 1:26（木曜深夜） | 熊本放送           | 熊本県         |        |
| 2019年07月29日 - 09月23日 | 月曜 0:50 - 1:20（日曜深夜） | 山陰放送           | 鳥取県・島根県 |        |
| 2019年08月04日 - 09月29日 | 日曜 2:08 - 2:38（土曜深夜） | チューリップテレビ | 富山県         |        |
| 2019年08月07日 - 10月02日 | 水曜 0:55 - 1:25（火曜深夜） | テレビユー山形     | 山形県         |        |
| 2019年08月08日 - 10月03日 | 木曜 1:50 - 2:20（水曜深夜） | RSK山陽放送        | 岡山県・香川県 |        |
| 2019年08月14日 - 10月16日 | 水曜 1:20 - 1:50（火曜深夜） | テレビ山梨         | 山梨県         |        |

## 受賞歴
- ギャラクシー賞 テレビ部門8月度月間賞[8]
- 第57回ギャラクシー賞 テレビ部門[9]

## 関連書籍
- 鈴木大介『老人喰い:高齢者を狙う詐欺の正体』（2015年2月6日、ちくま新書、ISBN  978-4-48006815-6）[10]